# الطاقة المتجددة في الهند

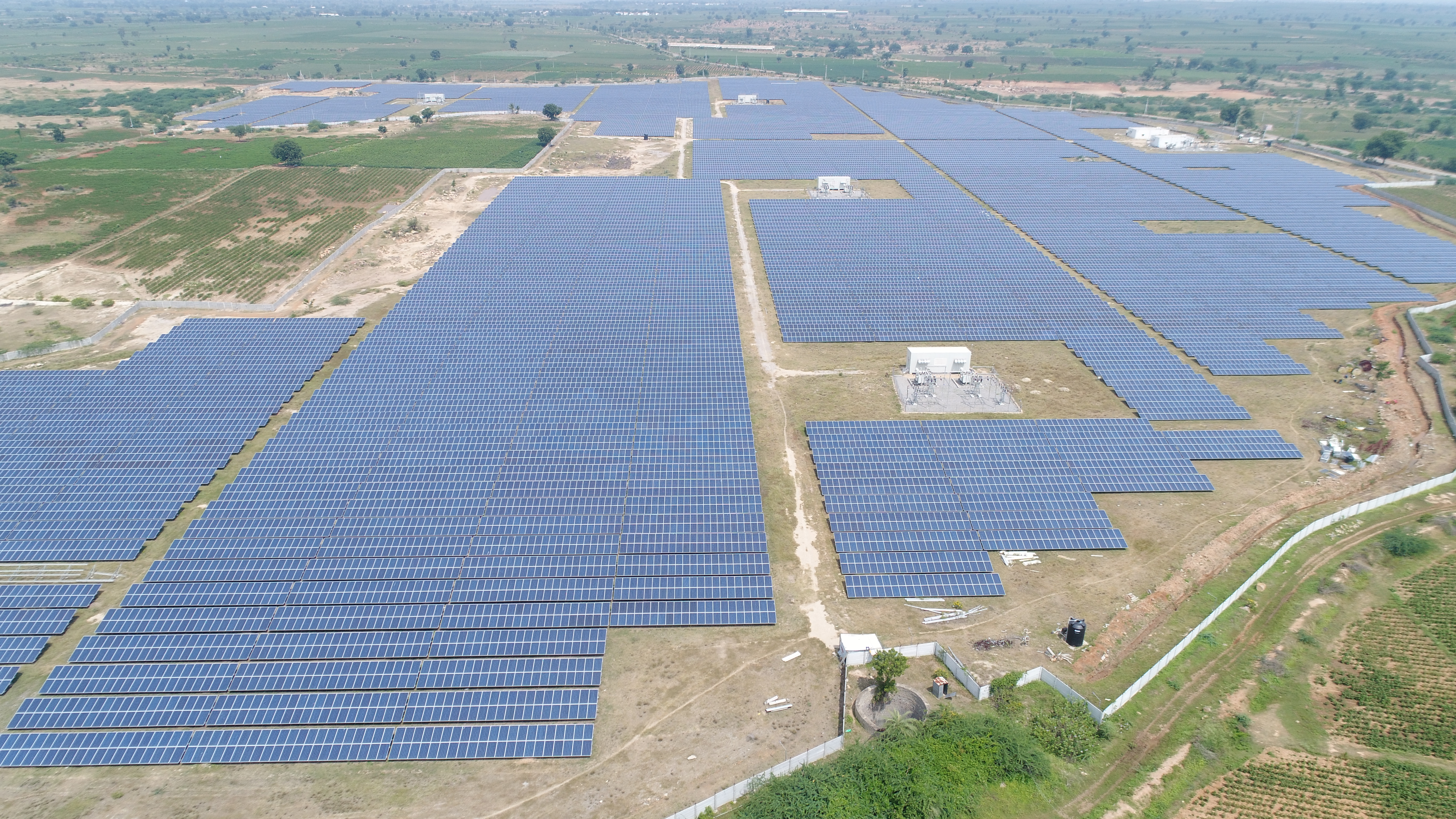
محطة طاقة شمسية في تيلانغانا، الهند.

تُعتبر الهند إحدى أكثر الدول إنتاجًا للطاقة من المصادر المتجددة. تألّف إجمالي المزيج المولد للكهرباء في الهند من 35% من الطاقة المتجددة، و55% من الفحم، و2% من الطاقة النووية، و8% من مصادر الطاقة المائية الصغيرة وغيرها، بدءًا من عام 2019.
التزمت الهند في اتفاقية باريس بهدف المساهمات الوطنية المحددة وهو تحقيق 40% من إجمالي توليد الكهرباء من مصادر الوقود الغير الأحفوري بحلول عام 2030. تهدف البلاد إلى تحقيق هدف أكثر طموحًا يتمثل في أن تكون 57% من إجمالي الطاقة الكهربائية من المصادر المتجددة بحلول عام 2027 في مخطط إستراتيجية الهيئة المركزية للكهرباء. وفقًا لمخطط عام 2027، تهدف الهند إلى الحصول على 275 جيجاواط من الطاقة المتجددة، و72 جيجاواط من الطاقة الكهرومائية، و15 جيجاواط من الطاقة النووية ونحو 100 جيجاواط من مصادر «أخرى عديمة الانبعاثات». في الربع المنتهي في سبتمر 2019، بلغ إجمالي طاقة الكهرباء المتجددة في الهند (بما في ذلك الطاقة المائية الكبيرة) 130.68 جيجاواط. ويمثل هذا 35.7% من إجمالي الطاقة المولدة لتوليد الكهرباء في البلاد، والتي تبلغ حوالي 366 جيجاواط.
اعتبارًا من شهر تشرين الأول (أكتوبر) 2019، دخل 83 جيجاواط من الهدف المؤقت البالغ 175 جيجاواط قيد التشغيل بالفعل، و29 جيجاواط قيد التثبيت، و30 جيجاواط قيد المزايدات، وما زالت 43 جيجاواط قيد التخطيط.
من أصل 175 جيجاواط -الهدف المؤقت- هناك 100 جيجاواط من الطاقة الشمسية، و60 جيجاواط من الرياح، و10 جيجاواط من الكتلة الحيوية و5 جيجاواط من الطاقة المائية الصغيرة. اعتبارًا من عام 2019، سينتج 13% أو ما يعادل 45.399 جيجاواط من إجمالي جميع مصادر الطاقة من مشاريع الطاقة المائية الكبيرة، و10% أو ما يعادل 36686.82 جيجاواط من إجمالي جميع مصادر الطاقة من طاقة الرياح التي تأتي في المرتبة الرابعة على مستوى العالم، و8% أو ما يعادل 9.1 جيجاواط من إجمالي جميع مصادر الطاقة من طاقة الكتلة الحيوية الناتجة عن احتراق الكتلة الحيوية، تغويز الكتلة الحيوية والتوليد المشترك (الحرارة والطاقة) من الباغاس (تفل السكر).
الهند هي أول دولة في العالم تنشئ وزارة لموارد الطاقة غير التقليدية (وزارة الطاقة الجديدة والمتجددة) في أوائل الثمانينات من القرن الماضي، ويتولى القطاع العام لهذه الوزارة مسؤولية شركة الطاقة الشمسية الهندية في الهند وتطوير صناعة الطاقة الشمسية في الهند. تدير «وزارة الطاقة» الطاقة الكهرومائية بشكل منفصل ولا تُضمن في أهداف وزارة الطاقة الجديدة والمتجددة.
تمتلك الهند قاعدة تصنيعية قوية في مجال طاقة الرياح حيث يوجد 20 مصنعًا ل 53 طرازًا مختلفًا من توربينات الرياح بجودة عالمية تصل إلى 3 ميغاواط في الحجم مع الصادرات إلى أوروبا والولايات المتحدة ودول أخرى. طاقة الرياح أو الطاقة الشمسية الكهروضوئية المقترنة بأنظمة تخزين البطاريات لمدة أربع ساعات تنافسية بالفعل -من حيث التكلفة، وعدم حاجتها للدعم- كمصدر للجيل القابل للنشر مقارنة بالفحم الجديد ومحطات الغاز الجديدة في الهند.

## نظرة عامة على الطاقة المتجددة وأهدافها
تدير الهند واحدة من أكبر برامج الطاقات المتجددة في العالم وأكثرها طموحًا. أعلنت الهند في عام 2019 في قمة الأمم المتحدة للمناخ، أنها ستضاعف هدف الطاقة المتجددة بأكثر من الضعف، من 175 جيجاواط بحلول عام 2022 إلى 450 جيجاواط من الطاقة المتجددة بنهاية العام نفسه. من المتوقع أن تنمو مصادر الكهرباء المتجددة الأحدث بشكل كبير بأهداف 2022 على المدى القريب، بما في ذلك زيادة طاقة الرياح الكبيرة في الهند بأكثر من الضعف وزيادة الطاقة الشمسية بنحو 15 مرة عن مستويات أبريل من 2016. ستضع هذه الأهداف الهند بين قادة العالم في استخدام الطاقة المتجددة وتضع الهند في قلب مشروع التحالف الدولي للطاقة الشمسية «الدول المشرقة» الذي يشجع نمو وتنمية الطاقة الشمسية دوليًا في أكثر من 120 دولة.
هدفت الحكومة للحصول على 20 جيجاواط من الطاقة الشمسية بحلول عام 2022، لكنها حققت بالفعل هذا الهدف في يناير 2018 أي قبل أربع سنوات من الموعد المحدد، من خلال كل من الحدائق الشمسية وكذلك الألواح الشمسية على الأسطح. ثم حددت الهند هدفًا جديدًا وهو 100 جيجاواط من الطاقة الشمسية و60 جيجاواط من طاقة الرياح و10 جيجاواط من الكتلة الحيوية و5 جيجاواط من الطاقة المائية الصغيرة بحلول عام 2022.
يوجد في الهند ثلاثة من أكبر خمس حدائق الشمسية في جميع أنحاء العالم، بما في ذلك ثاني أكبر حديقة شمسية في العالم في كورنوول، ولاية أندرا براديش، بسعة تبلغ 1000 ميجاواط. بُنيت أكبر محطة للطاقة الشمسية في العالم «حديقة بادلا الشمسية» في ولاية راجاستان بسعة وصلت إلى 2255 ميجاواط، ومن المتوقع الانتهاء من العمل عليها بحلول نهاية عام 2019.
تشمل أهداف الطاقة الكهربائية لعام 2022 تحقيق 227 جيجاواط (175 جيجاواط سابقًا) من الطاقة المتجددة – نحو 113 جيجاواط من خلال الطاقة الشمسية، و66 جيجاواط من طاقة الرياح، و10 جيجاواط من طاقة الكتلة الحيوية، و5 جيجاواط من الطاقة الكهرومائية الصغيرة و31 جيجاواط من الطاقة الشمسية العائمة وطاقة الرياح البحرية.
سيتم الانتهاء من المزادات للحصول على 115 جيجاواط إضافية أو مايقارب ذلك لتحقبق هذه الأهداف من السعة المركبة من مستويات شهر يناير من عام 2018 بحلول نهاية 2019-2020. أعلنت الحكومة أنه لا يلزم إضافة سعة جديدة قائمة على الفحم تتجاوز 50 جيجاواط في ظل مراحل مختلفة من البناء، ومن المحتمل تحقيق ذلك بين 2017 و2022. مع التوسع في سعة توليد الطاقة المتجددة، فإن رسوم الدفع المستحقة من مشتري الطاقة تتزايد أيضًا بسبب ضعف قدرتهم الشرائية.
على عكس معظم الدول، لم تعتمد الهند الطاقة المائية الكبيرة ضمن أهداف الطاقة المتجددة قبل عام 2019 لأن الطاقة الكهرومائية كانت تابعة لوزارة الطاقة القديمة بدلًا من وزارة الطاقة الجديدة والمتجددة. غُير هذا النظام في عام 2019 ومنذ ذلك الحين اعتُمدت الطاقة الناتجة عن محطات الطاقة الكهرومائية الكبيرة. وقد تم ذلك للمساعدة في بيع الطاقة من محطات الطاقة الكهرومائية الكبيرة، حيث أن إعادة التصنيف هذه جعلت هذه المصانع قادرة على بيع طاقتها بموجب التزام شراء الطاقة لمتجددة.
يتعين على شركات التوزيع في مختلف الولايات الحصول على نسبة مئوية معينة من طاقتها من مصادر الطاقة المتجددة تحت فئتين للطاقة الشمسية وغير الشمسية. تصنف الطاقة من محطات الطاقة الكهرومائية الكبيرة الآن ضمن فئة الطاقة المتجددة غير الشمسية.

## الطاقة الكهرومائية
تعد الهند سابع أكبر منتج للطاقة الكهرومائية في العالم. اعتبارًا من 30 أبريل 2017، بلغت الطاقة الكهرومائية المثبتة على نطاق المرافق في الهند 44,594 ميجاواط، أو ما يعادل 13.5% من إجمالي سعة توليد الطاقة للمرافق العامة.
رُكّبت وحدات طاقة إضافية أصغر من الطاقة الكهرومائية بسعة إجمالية قدرها 4,380 ميجاواط (1.3% من إجماليي طاقة توليد المرافق). تأتي الطاقة الكهرومائية الصغيرة -التي حّدّدت مسبقًا لتوليدها في منشآت بقدرة تصل إلى 25 ميجاواط- ضمن نطاق عمل وزارة الطاقة الجديدة والمتجددة، في حين أن الطاقة الكهرومائية الكبيرة بقدرة أكبر من 25 ميجاواط تأتي تحت نطاق وزارة الطاقة.

## طاقة الرياح
بدأ تطوير طاقة الرياح في الهند في التسعينيات، وزاد بشكل كبير في السنوات القليلة الماضية. على الرغم من أن الهند جديدة نسبيًا على صناعة الرياح مقارنة بالدنمارك أو الولايات المتحدة، فإن دعم السياسة المحلية لطاقة الرياح دفع الهند لكي تصبح الدولة التي تمتلك رابع أكبر سعة طاقة الرياح المثبتة في العالم.
اعتبارًا من 30 يونيو 2018، بلغت السعة المركبة لطاقة الرياح في الهند 34,293 ميجاواط، موزعة بشكل أساسي عبر تاميل نادو (7,269.50 ميجاواط)، ماهاراشترا (4,100.40 ميجاواط)، كجرات (3,454.30 ميجاواط)، راجستان (2,784.90 ميجاواط)، كارناتاكا (2,318.20 ميجاواط)، أندرا برديش (746.20 ميجاواط)، ماديا براديش (423.40 ميجاواط). 
تمثل طاقة الرياح 10% من إجمالي الطاقة المثبتة في الهند. وضعت الهند هدفا طموحًا لتوليد 60 ألف ميجاواط من الكهرباء من طاقة الرياح بحلول عام 2022.
أعلنت وزارة الطاقة الجديدة والمتجددة التابعة للحكومة الهندية عن سياسة هجينة جديدة لطاقة الرياح الشمسية في مايو 2018. وهذا يعني أنه ستُستخدم نفس قطعة الأرض لإقامة مزارع طاقة الرياح والألواح الشمسية.